# Erythroxylum popayanense
Erythroxylum popayanense är en tvåhjärtbladig växtart som beskrevs av Carl Sigismund Kunth. Erythroxylum popayanense ingår i släktet Erythroxylum och familjen Erythroxylaceae. Inga underarter finns listade i Catalogue of Life.